# 옥계 전투
옥계 전투는 1950년 6월 25일 6.25 전쟁 발발 당시, 동해안 경비 임무를 맡고 있던 YMS 509정이 북한군이 동해안에 상륙한다는 보고를 받고 출동하여, 치열한 해상전투 끝에 적 수송선 한 척을 격퇴, 상륙정 한 정 격파, 상륙정 한 정 포획이라는 전과를 거둔 전투이다.
이 전투의 결과로 YMS 509정도 약간의 피해를 입었으나 북한군이 더 이상 동해안으로 상륙하지 못하도록 하는 전과를 거두었다.

## 배경
전쟁 당시 해군이 보유하고 있던 유일한 전투함이면서 해군의 주력함 이었던 PC 701함은 당시에 강한 화력을 지니고 있는 전투함이 없음을 안타깝게 여긴 해군의 전장병과 국민들의 성금으로 구입한 전투함이다.
해군은 부산의 김충남 중령이 이끄는 제2정대가 소해정 6척을 보유하고 동해안 경비를 담당하고 있었는데, 이때만 하여도 38도 분계선을 중심으로 한 간접적인 도발행위는 빈번하였으나 전면적인 침공은 예상외의 일이었으며 특히 해상은 별다른 징후가 없었으므로 제2정대는 1척의 경비정으로 하여금 묵호와 주문진간을 경비하도록 하였으며 묵호경비부는 강릉으로부터 묵호에 이르는 각 해안에 해상감시소를 설치하고 만일의 사태에 대비하고 있었다.
6월 24일에는 묵호 해상에서 경비 중이던 민현식 소령이 이끄는 JMS 304정이 김상도 소령이 이끄는 YMS-509정에게 경비임무를 인계하고 부산의 제 2정부사령부로 귀항 중에 있었으며 YMS-509정은 이날 경비출동 기간 중에 필요로 하는 부식품적재차 묵호항에 정박 중에 있었다.

## 전투 과정
6월 24일 JMS 304정과 동해안 경비임무를 교대한 YMS 509정은 부식품을 적재하려고 묵호항에 정박하고 있던 중 동해안을 따라 남침한 북한군의 제788 게릴라(Guerilla) 부대는 공격 목표를 옥계 등지의 해안으로 정하고 6월 25일 04:00에 이미 해안상륙을 개시하고 있었다.
이에 김두찬 중령이 이끄는 묵호경비부의 옥계해안초소로부터 해군의 상륙을 보고 받은 사령관은 즉시 해안본부로 타전하는 동시에 YMS 509정의 현지출동을 명령하였다.
그 당시 38도 분계선 근해의 경비는 체계적으로 이루어진 것이 아니고 항구에 정박 대기하고 있다가 특별한 경황이 있으면 출동을 하는 시기였으며 YMS 509정도 묵호항에 정박중이고 6월 24일은 토요일인데다 모두 육상에 외출하였다가 돌아왔으며 이튿날은 일요일이므로 승조원 모두가 깊은 잠에 취해 있었다.
6월 25일 05:00 YMS 509정은 해군 본부로부터 다음과 같은 긴급 전문을 받았다.
『긴급 출동 지시 

① 북한 수성선단 남침 

② 옥계 해안에 적군 상륙중 

③ YMS 509정은 긴급출동하여 격침하라.』

해군 본부

통신사가 상기전문을 정장에게 보고한 시간은 05:10이었고, 509정은 즉각 출동 준비를 서둘러 06:00에 묵호를 출항하여 북상하였다. 당시의 해상 상태는 안개가 끼어 있어 시정이 그다지 좋지 않았고, 세찬 해풍은 없었으나 선체는 좌우로 40도씩이나 기울어지기도 하였다.
2시간의 항진 끝에 509정은 안개 속에서 배 한척을 발견하였는데 배의 형체로 보아 아군의 경비정이 아닌가 의아심을 품고 발광신호를 보내기 시작하였다.
적선은 아해군의 소해정과 유사한 점이 있어서 YMS 509정보다 더 빨리 현지에 도착한 아해군경비정으로 착각하고 발광신호를 계속했으나 아무런 응답이 없자 509정에서는 전투 배치를 하고 심한 파도를 가르며 상대선으로 접근해갔다.
509정이 계속 발광신호를 하면서 1리정도 접근해가자 상대선으로부터 번쩍하는 섬광이 있었는데 정장은 발광신호로 응답이라도 하는 줄 알았으나 그것은 아군함을 목표로 포격을 가한 것이었다.
동시에 509정에서도 『적함이다!』는 함성과 함께 모두들 정장의 포격명령에 따라 37mm포와 중기로 사격을 가하기 시작하니 조용한 아침바다에는 치열한 포성이 울려 퍼졌다. 포격을 계속하면서 적선을 관찰한 결과 선체는 모두 다 철선이고 갑판에는 40mm 2연장 기관포가 있었으며 속도도 아군보다 빠른 편이었다.
509정의 포요원들은 처음 맞이하는 실전이었으나 흥분과 망설임을 망각한 채 37mm 포로 정확한 명중탄을 집중시켰다. 선박의 마스트에는 붉은 북한기가 휘날리고 있었으며 509선은 포의 조준장치가 미비한 점을 만회시키려고 500야드까지 접근하면서 사격을 계속하였다.
적선과의 근거리에서 509정은 적수에 1발이 명중되었지만 목선이 되어서 별다른 피해는 없었고 포의 조준장치가 미비했던 동정은 파도를 이용하여 선체가 올라갔다 내려오는 순간에 정조준하여 사격한 까닭으로 37mm포는 정확하게 적의 철판에 명중되어 작열하고 있었다.
50분간 계속된 교전으로 북한군의 화력도 약하여지고 속도도 미약하여 진 듯이 검은 연기를 토하면서 북으로 도피하였다. 수평선 멀리 검은 연기를 내면서 사라지는 적선을 뒤로한 509정은 피격된 선수 현측갑판의 수침을 막기 위하여 묵호로 돌아와서 긴급수리를 끝마치고 다시 교전하던 해역으로 출동하였으나 해안선에 적의 발동선만 3~4척만 있었고 북한군은 이미 상륙해버린 후였다.
509정은 같은 날 15:00에 옥계 북상 3리 지점에 상륙 중이던 북한군을 발견하자 근거리까지 접근하여 포격을 가하니 적은 이미 상륙하여 하역작업을 하고 있던 것을 중지하고 산속으로 분산도주 하였다가 15분후에 박격포 수문으로 509정에 대항하여 왔으나 아무런 피해가 없었다.
같은 날 17:30에 509정은 해안선에 있던 상륙정 1척을 완전격파하고 다른 발동선 1척을 노획하여 묵호항에 입항한 다음 묵호경비부에 인계함과 동시에 북한군의 전면적인 남침상황을 알게 되었다.

## 같이 보기
- 대한해협 해전